# Botafogo Futebol Clube São Filipe
El Botafogo Futebol Clube és un club capverdià de futbol de la ciutat de São Filipe a l'illa de Fogo. Va ser fundat el 1968.

## Palmarès
- Lliga capverdiana de futbol[2]
  - 1980

- Lliga de Fogo de futbol[3]
  - 1979/80, 1988/89, 1995/96, 2000/01, 2005/06, 2009/10

- Copa de Fogo
  - 2007/08

- Torneig d'Obertura de Fogo
  - 2000/01